# بيز شاليمبيرت
بيز شاليمبيرت (بالإنجليزية: Piz S-chalembert)‏ هو أحد جبال سلسلة جبال الألب سيسفيينا ويقع في كانتون غراوبوندن في سويسرا. يحتل المرتبة رقم 200 في قائمة جبال سويسرا من حيث الارتفاع، إذ يبلغ ارتفاعه حوالي 3031 متر، بينما يبلغ ارتفاع نتوء الجبل 722 متر.